# Sân bay Saga
Sân bay Saga (佐賀空港 Saga-kūkō) là một sân bay ở vùng Kawasoe thuộc Saga, tỉnh Saga, Nhật Bản. (IATA: HSG, ICAO: RJFS).  Sân bay này có 1 đường băng dài 2000 m bề mặt nhựa đường.

## Các hãng hàng không và các tuyến điểm
Hiện có các hãng hàng không sau đang hoạt động tại sân bay này:
- All Nippon Airways (Tokyo-Haneda)